# Götzens
Götzens is een gemeente in het district Innsbruck Land van de Oostenrijkse deelstaat Tirol.
Götzens ligt ongeveer zeven kilometer ten zuidwesten van Innsbruck, aan het begin van het Sellraintal, op het westelijke deel van het daar gelegen middelgebergteterras en bestaat uit de delen Einödhöfe, Götznerberg en Neu-Götzens. De gemeente fungeert als woonplaats voor forensen die iedere dag naar Innsbruck pendelen. Als gevolg van de aanzienlijke verbeteringen aan het wegennet rondom Innsbruck naar aanleiding van de Olympische Winterspelen 1964 is Götzens sterk gegroeid in de richting van Mutters, met een grote bevolkingstoename tot gevolg. Het plattelandskarakter dat de gemeente van oorsprong heeft is goed zichtbaar in de langgerektheid van het dorp. In het dorp zijn enkele monumentale boerderijen te bezichtigen.
Het gemeentewapen laat een zilveren eekhoorn met een gouden dennenappel zien. Het wapen slaat terug op een adellijke familie die tijdens de Middeleeuwen in dit gebied woonachtig was.